# Peone
Peone az Amerikai Egyesült Államok északnyugati részén, Washington állam Spokane megyéjében elhelyezkedő önkormányzat nélküli település.
Peone postahivatala 1883 és 1933 között működött. A település nevét a peone indiánok törzsfőnökéről kapta.

## Fordítás
Ez a szócikk részben vagy egészben  a   Peone, Washington című angol Wikipédia-szócikk ezen változatának fordításán alapul.  Az eredeti cikk szerkesztőit annak laptörténete sorolja fel. Ez a jelzés csupán a megfogalmazás eredetét és a szerzői jogokat jelzi, nem szolgál a cikkben szereplő információk forrásmegjelöléseként.